# Cynorkis fastigiata
Cynorkis fastigiata Thouars, 1822 è una pianta della famiglia delle Orchidacee, diffusa in Madagascar, nelle isole Seychelles, nelle Comore e nelle Mascarene.